# Wanzia fako
Wanzia fako là một loài nhện trong họ Cyatholipidae. Chúng là loài duy nhất trong chi Wanzia.